# Раббан, Рафаэль
Рафаэль Раббан (6.10.1910 г., Мосул, Ирак — 15.11.1967 г., Киркук, Ирак) — епископ Амадии с 22 февраля 1947 года по 28 июня 1957 года, архиепископ Киркука Халдейской католической церкви c 28 июня 1957 года по 15 ноября 1967 года.

## Биография
Рафаэль Раббан родился 6 октября 1910 года в городе Мосул, Ирак.
23 декабря 1933 года Рафаэль Раббан был рукоположён в священника.
22 февраля 1947 года Римский папа Пий XII назначил Рафаэль Раббан епископом Амадии. 4 мая 1947 года Рафаэль Раббан был рукоположён в епископа.
28 июня 1957 года Рафаэль Раббан был назначен архиепископом Киркука.
В 1962—1964 года участвовал в работе I, II, III и IV сессиях II Ватиканского собора.
15 ноября 1967 года Рабаэль Раббан вышел на пенсию.